# Збройні сили Мозамбіку
Збройні сили оборони Мозамбіку (порт. Forças Armadas de Defesa de Moçambique) або FADM — національні збройні сили Мозамбіку. Вони включають Генеральний штаб Збройних Сил і три види військ: Сухопутні війська, повітряні сили і військово-морські сили.
FADM було сформовано в середині серпня 1994 року шляхом інтеграції Forças Armadas de Moçambique/FPLM з військовим крилом РЕНАМО після закінчення громадянської війни.
Чисельність збройних сил у 2000 році складала 5,5 тис. військовослужбовців. Загальні витрати на армію склали 87 млн доларів США.
У 2017 році бюджет був 5,97 мозамбікських метикалів.